# Trichoglottis
Trichoglottis – rodzaj roślin z rodziny storczykowatych (Orchidaceae). Epifity występujące na bagnach oraz w lasach na wysokości do 1800 m n.p.m. w tropikalnej i subtropikalnej Azji oraz wyspach Oceanu Spokojnego. Największa różnorodność gatunków występuje w Indonezji i na Filipinach. Przedstawiciele rodzaju obecni są w takich krajach i regionach jak: Andamany, Asam, Bangladesz, Archipelag Bismarcka, Borneo, Kambodża, Karoliny, południowo-centralne Chiny, wschodnie Himalaje, Indie, Jawa, Laos, Małe Wyspy Sundajskie, Malezja, Moluki, Mjanma, Riukiu, Nowa Gwinea, Nikobary, Filipiny, Queensland, Sri Lanka, Celebes, Sumatra, Tajwan, Tajlandia, Wietnam, Wyspy Salomona.

## Morfologia
PokrójPnące, epifityczne rośliny zielne. Łodyga wisząca lub pnąca, o międzywęźlach wydłużonych.
LiścieLiście liczne i ułożone dwurzędowo. Skórzaste, równowąskie, językowate do eliptycznych.
KwiatyZebrane w groniaste lub wiechowate kwiatostany kilku- lub wielokwiatowe, czasem też kwiaty wyrastają pojedynczo. Kwiaty odwrócone, o szeroko rozpostartych listkach okwiatu, utrzymują się przez około tydzień. Zwykle żółtawe z jasnobrązowymi lub fioletowymi plamkami. Listki obu okółków wolne, te wewnętrzne nieco mniejsze od zewnętrznych. Warżka mocno zrośnięta z prętosłupem, z ostrogą lub woreczkowatym rozdęciem, trójłatkowa, z bocznymi łatkami wzniesionymi i łatką środkową czasem trójdzielną, często owłosioną lub brodawkowaną. Prętosłup walcowaty, czasem szerszy u podstawy. Cztery pyłkowiny ułożone w dwie nierówne pary połączone wspólnym równowąsko-podługowatym uczepkiem z jajowatą lub eliptyczną tarczką (viscidium).

## Systematyka
Rodzaj sklasyfikowany do podplemienia Aeridinae w plemieniu Vandeae, podrodzina epidendronowe (Epidendroideae), rodzina storczykowate (Orchidaceae), rząd szparagowce (Asparagales) w obrębie roślin jednoliściennych.
Wykaz gatunków
- Trichoglottis acutifolia Ridl.
- Trichoglottis adnata J.J.Sm.
- Trichoglottis agusanensis Ames & Quisumb.
- Trichoglottis amesiana L.O.Williams
- Trichoglottis angusta J.J.Sm.
- Trichoglottis apoensis T.Hashim.
- Trichoglottis atropurpurea Rchb.f.
- Trichoglottis australiensis Dockrill
- Trichoglottis biglandulosa (Blume) Kocyan & Schuit.
- Trichoglottis bimae Rchb.f.
- Trichoglottis bipenicillata J.J.Sm.
- Trichoglottis bipunctata (C.S.P.Parish & Rchb.f.) Tang & F.T.Wang
- Trichoglottis borneensis (J.J.Wood) Kocyan & Schuit.
- Trichoglottis brachystachya (Kraenzl.) Garay
- Trichoglottis calcarata Ridl.
- Trichoglottis calochila L.O.Williams
- Trichoglottis canhii Aver.
- Trichoglottis celebica Rolfe
- Trichoglottis chrysochila (Kraenzl.) Ormerod & Cootes
- Trichoglottis collenetteae J.J.Wood, C.L.Chan & A.L.Lamb
- Trichoglottis corazoniae Naive & J.C.Martyr
- Trichoglottis crociaria Seidenf.
- Trichoglottis cuneilabris Carr
- Trichoglottis cypriana P.O'Byrne, Gokusing & J.J.Wood
- Trichoglottis dawsoniana (Rchb.f.) Rchb.f.
- Trichoglottis fasciata Rchb.f.
- Trichoglottis geminata (Teijsm. & Binn.) J.J.Sm.
- Trichoglottis gibbosicalcar (Seidenf.) Senghas
- Trichoglottis granulata Ridl.
- Trichoglottis guibertii (Linden & Rchb.f.) Rchb.f.
- Trichoglottis hastatiloba J.J.Wood & A.L.Lamb
- Trichoglottis ionosma (Lindl.) J.J.Sm.
- Trichoglottis javanica J.J.Sm.
- Trichoglottis jiewhoei J.J.Wood, A.L.Lamb & C.L.Chan
- Trichoglottis kenchungianum P.O'Byrne & Gokusing
- Trichoglottis kinabaluensis Rolfe
- Trichoglottis koordersii Rolfe
- Trichoglottis lanceolaria Blume
- Trichoglottis lasioglossa (Schltr.) Ormerod
- Trichoglottis latisepala Ames
- Trichoglottis ledermannii Schltr.
- Trichoglottis littoralis Schltr.
- Trichoglottis lobifera J.J.Sm.
- Trichoglottis loheriana (Kraenzl.) L.O.Williams
- Trichoglottis lorata (Rolfe ex Downie) Schuit.
- Trichoglottis lowderiana Choltco
- Trichoglottis luchuensis (Rolfe) Garay & H.R.Sweet
- Trichoglottis luwuensis P.O'Byrne & J.J.Verm.
- Trichoglottis luzonensis Ames
- Trichoglottis maculata (J.J.Sm.) J.J.Sm.
- Trichoglottis magnicallosa Ames & C.Schweinf.
- Trichoglottis mimica L.O.Williams
- Trichoglottis mindanaensis Ames
- Trichoglottis odoratissima Garay
- Trichoglottis orchidea (J.Koenig) Garay
- Trichoglottis paniculata J.J.Sm.
- Trichoglottis pantherina J.J.Sm.
- Trichoglottis papuana Schltr.
- Trichoglottis pauciflora J.J.Sm.
- Trichoglottis persicina P.O'Byrne
- Trichoglottis philippinensis Lindl.
- Trichoglottis punctata Ridl.
- Trichoglottis pusilla (Teijsm. & Binn.) Rchb.f.
- Trichoglottis ramosa (Lindl.) Senghas
- Trichoglottis retusa Blume
- Trichoglottis rigida Blume
- Trichoglottis rosea (Lindl.) Ames
- Trichoglottis scandens J.J.Sm.
- Trichoglottis scaphigera Ridl.
- Trichoglottis seidenfadenii Aver.
- Trichoglottis simplex J.J.Sm.
- Trichoglottis sitihasmahae J.J.Wood & A.L.Lamb
- Trichoglottis smithii Carr
- Trichoglottis subviolacea (Llanos) Merr.
- Trichoglottis tamesisii Quisumb. & C.Schweinf.
- Trichoglottis tenera (Lindl.) Rchb.f.
- Trichoglottis tenuis Ames & C.Schweinf.
- Trichoglottis tinekeae Schuit.
- Trichoglottis tricostata J.J.Sm.
- Trichoglottis triflora (Guillaumin) Garay & Seidenf.
- Trichoglottis uexkuelliana J.J.Sm.
- Trichoglottis valida Ridl.
- Trichoglottis vandiflora J.J.Sm.
- Trichoglottis ventricularis Kocyan & Schuit.
- Trichoglottis winkleri J.J.Sm.
- Trichoglottis zollingeriana (Kraenzl.) J.J.Sm.